# James Joseph O’Mahony
James Joseph O’Mahony, hrabia Mahony (ur. 1699, zm. 1757) – irlandzki arystokrata i wojskowy, służący w armii i dyplomacji hiszpańskiej zgodnie z tradycją rodziny. Był synem Johna O’Mahony, hrabiego Mahony i chrześniakiem Jakuba II Stuarta. Był generałem-porucznikiem armii hiszpańskiej. Po śmierci Jamesa w 1757 roku tytuł hrabiowski odziedziczył po nim jego młodszy brat, również generał Demetrius O’Mahony, hrabia Mahony (zm. 1777).
Jego żoną była Lady Anne Clifford. Jego jedyna córka Cecilia poślubiła księcia Justiniani i przez to była babką Justiniani Bandini, Lord Newburgh (1818–1908).